# Pedro Bravo
Pedro Antonio Bravo Landazuri (Cali, 26 novembre 2004) è un calciatore colombiano, centrocampista del Midtjylland.

## Carriera

### Club
Bravo è cresciuto nel settore giovanile dell'América de Cali, con cui ha debuttato il 17 dicembre 2021 nell'incontro di Categoría Primera A perso 2-1 contro il Millonarios. Nel 2022 è stato ceduto in prestito all'Orsomarso, ma è stato richiamato pochi mesi più tardi.
Il 15 maggio 2023 è stato ceduto in prestito al Mafra, club della seconda divisione portoghese, dove ha trascorso una stagione da titolare. Il 25 giugno 2024 ha firmato un quinquennale con il Midtjylland, club della prima divisione danese, con cui esordisce anche nelle competizioni UEFA per club prendendo parte alla UEFA Europa League 2024-2025.

### Nazionale
Ha giocato nelle nazionali giovanili colombiane Under-15 ed Under-16.

## Statistiche

### Presenze e reti nei club
Statistiche aggiornate al 26 novembre 2024.
| Stagione               | Squadra                | Campionato             | Campionato | Campionato | Coppe nazionali | Coppe nazionali | Coppe nazionali | Coppe continentali | Coppe continentali | Coppe continentali | Altre coppe | Altre coppe | Altre coppe | Totale | Totale | Totale |
| Stagione               | Squadra                | Comp                   | Pres       | Reti       | Comp            | Pres            | Reti            | Comp               | Pres               | Reti               | Comp        | Pres        | Reti        | Pres   | Reti   |        |
| ---------------------- | ---------------------- | ---------------------- | ---------- | ---------- | --------------- | --------------- | --------------- | ------------------ | ------------------ | ------------------ | ----------- | ----------- | ----------- | ------ | ------ | ------ |
| 2021                   | América de Cali        | A                      | 1          | 0          | CC              | 0               | 0               | CL+CS              | 0                  | 0                  | -           | -           | -           | 1      | 0      |        |
| 2022                   | Orsomarso              | B                      | 0          | 0          | CC              | 0               | 0               | -                  | -                  | -                  | -           | -           | -           | 0      | 0      |        |
| 2022                   | América de Cali        | A                      | 2          | 0          | CC              | 0               | 0               | -                  | -                  | -                  | -           | -           | -           | 2      | 0      |        |
| 2023                   | América de Cali        | A                      | 2          | 0          | CC              | 0               | 0               | -                  | -                  | -                  | -           | -           | -           | 2      | 0      |        |
| Totale América de Cali | Totale América de Cali | Totale América de Cali | 5          | 0          |                 | 0               | 0               |                    | 0                  | 0                  |             | -           | -           | 5      | 0      |        |
| 2023-2024              | Mafra                  | LdH                    | 33         | 0          | CP+CdL          | 2+1             | 0               | -                  | -                  | -                  | -           | -           | -           | 36     | 0      |        |
| 2024-2025              | Midtjylland            | SL                     | 7          | 0          | CD              | 1               | 0               | UCL+UEL            | 0+5                | 0                  | -           | -           | -           | 13     | 0      |        |
| Totale carriera        | Totale carriera        | Totale carriera        | 45         | 0          |                 | 4               | 0               |                    | 5                  | 0                  |             | -           | -           | 54     | 0      |        |